# Museu d'Art Precolombí i Indígena
El Museu d'Art Precolombí i Indígena (MAPI) (castellà: Museo de Arte Precolombino e Indígena) conté un valuós patrimoni arqueològic i etnogràfic dels pobles originaris d'Amèrica. Exhibeix, preserva i conserva les expressions culturals, les creences i la tecnologia d'aquests pobles.
Es troba al carrer 25 de Mayo 279, al barri de Ciudad Vieja, Montevideo, Uruguai.

## Sales
- Sala permanent, planta baixa. Memòries ancestrals, art i arqueologia de l'Uruguai.
- Sala permanent, planta baixa. Art precolombí.
- Exposició temporal: La Mort Il·lustrada. Exposició de gravats de José Guadalupe Posada.
- Sala de fotografia, primer pis. Mercat. Reportatge fotogràfic. Nancy Urrutia.
- Llibreria i botiga, planta baixa. Publicacions pròpies especialitzades, pòsters, postals, artesanies.[1]

## Història
L'edifici va ser projectat per Emilio Reus a finals del segle xix, declarat Monument Històric Nacional el 1986, d'arquitectura eclèctica.
Organitza anualment importants exposicions d'art precolombí, art modern, fotografia, etc.
Al llarg de l'any, el MAPI organitza diverses activitats vinculades a les exhibicions i a la temàtica del museu (conferències, tallers i seminaris, espais per a la divulgació, el diàleg i l'intercanvi entre especialistes i públic).
El museu compta també amb una proposta per a institucions educatives i recreatives, a càrrec d'un equip interdisciplinari integrat per docents amb formació en arqueologia, història, arts visuals, expressió plàstica, talleristes i mestres. Entre la seva proposta cal destacar: visites guiades a les exposicions, tallers d'aproximació a la Prehistòria, Art Rupestre, Arqueologia, Ceràmica, Sensibilització i expressió. I teatre per a nens.